# رناتو مونتالبانو
رناتو مونتالبانو (ایتالیایی: Renato Montalbano؛ زادهٔ ۱۷ مه ۱۹۳۱) بازیگر اهل ایتالیا است.
از فیلم‌ها یا مجموعه‌های تلویزیونی که وی در آن نقش داشته‌است، می‌توان به انجیرتیغی، شورش گارد پرتورین، عیسی ناصری، ده‌هزار دلار برای یک قتل‌عام، ماما روما، پرنده‌های بزرگ و پرنده‌های کوچک، فیلیپه دربلی، مردی برای سوزاندن، به‌راستی چه بر سر بیبی توتو آمد؟، زمان سخت شاهزادگان، خون‌آشام اپرا و هیرود بزرگ اشاره کرد.